# دييغو كيولار
دييغو كيولار (بالإسبانية: Diego Cuéllar)‏ هو لاعب كرة قدم تشيلي، ولد في 22 نوفمبر 1986 في اوفايي في تشيلي. لعب مع Deportes Ovalle ‏.

## وصلات خارجية
- دييغو كيولار على موقع قاعدة بيانات كرة القدم.إي يو (الإنجليزية)
- دييغو كيولار على موقع Soccerway.com (الإنجليزية)
- دييغو كيولار على موقع عالم كرة القدم.نت (الإنجليزية)